# Podul Fatih Sultan Mehmet
Podul Fatih Sultan Mehmet, de asemenea cunoscut ca Al doilea Pod peste Bosfor (în turcă Fatih Sultan Mehmet Köprüsü, F.S.M. Köprüsü sau 2. Boğaziçi Köprüsü), este un pod în Istanbul, Turcia.